# Coaș
Coaș  (Kovás en hongrois) est une commune roumaine du județ de Maramureș, dans la région historique de Transylvanie et dans la région de développement du Nord-Ouest.

## Géographie
La commune de Coaș est située dans le sud du județ, à 15 km au sud de la préfecture Baia Mare, sur la rive gauche de la rivière Lăpuș.
La commune est toute jeune puisqu'elle est née en 2004 de la séparation des villages de Coaș et d'Întrerâuri de la commune de Săcălășeni.

## Histoire
La première mention écrite du village date de 1405.
En 1560, elle est signalée comme faisant partie de la principauté de Remetea.

## Démographie
En 1910, les deux villages comptaient 1 422 Roumains.
En 1930, les autorités recensaient 1 337 Roumains (94,4 % de la population totale) ainsi qu'une petite communauté juive de 42 personnes (3 %) qui fut exterminée par les Nazis durant la Seconde Guerre mondiale.
En 2002, avant leur séparation, les deux villages comptaient 1 600 Roumains.
| 1880  | 1900  | 1910  | 1930  | 1956  | 1977  | 1992  | 2002  | 2007  |
| ----- | ----- | ----- | ----- | ----- | ----- | ----- | ----- | ----- |
| 1 042 | 1 110 | 1 195 | 1 417 | 1 645 | 1 666 | 1 488 | 1 443 | 1 174 |

## Lieux et monuments
- Église remarquable de 1730.